# 弗羅茨瓦夫國家博物館
弗羅茨瓦夫國家博物館（波蘭語：Muzeum Narodowe we Wrocławiu）是波蘭國家博物館的主要分館之一，成立於1947年，擁有波蘭最大規模的現代藝術藏品數。雖然現在的博物館創建於戰後，但其歷史可以追溯至1815年成立的皇家藝術和古董博物館（Königliches Museum für Kunst und Altertümer）。